# Edmondo Rossoni

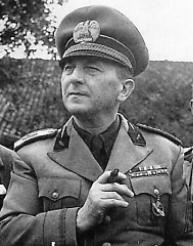
Edmondo Rossoni

Edmondo Rossoni (* 6. Mai 1884 in Tresigallo; † 8. Juni 1965 in Rom) war ein italienischer Gewerkschafter, Journalist und faschistischer Politiker. Er gehörte von 1924 bis 1939 der Abgeordnetenkammer, anschließend bis 1943 der Camera dei fasci e delle corporazioni an. Von 1932 bis 1935 war er Staatssekretär im Ministerratspräsidium unter Benito Mussolini und dann bis 1939 Minister für Landwirtschaft und Forsten. 

## Leben
Edmondo Rossoni wurde 1884 in der Kleinstadt Tresigallo bei Ferrara in einer Arbeiterfamilie geboren. Nach dem Abschluss des Gymnasiums in Turin trat er der Sozialistischen Partei bei und beteiligte sich 1903–1904 an Streiks. Als er 1908 wegen revolutionärer Reden zu vier Jahren Haft und zwei Jahren verschärfter Überwachung verurteilt wurde, begab er sich ins Exil. Dies führte ihn zunächst nach Nizza und für einige Wochen nach Brasilien, wo er von Alceste de Ambris unterstützt wurde, bevor er nach New York gelangte, wo er Redakteur der Zeitung Il Proletario wurde und nach einem Aufruf zu einem erfolgreichen, von der IWW organisierten Streik verhaftet wurde. In dieser Zeit hielt er flammende Reden gegen die „kapitalistisch-bürgerliche“ Gesellschaft und trat als vehementer Gegner des Nationalismus auf. 
Im Januar 1913 kehrte er nach Italien zurück und wurde zum Sekretär der Baugewerkschaft von Modena ernannt. Er organisierte einen Streik, der nach 70 Tagen erfolglos abgebrochen wurde. Aus Furcht vor einer erneuten Verhaftung zog er wieder in die Vereinigten Staaten, wo er die Leitung von Il Proletario übernahm. Beim Ausbruch des Ersten Weltkriegs schloss er sich dem Flügel der Interventionisten an, was ihn dazu bewog, seine Zeitung aufzugeben, die der neutralen Linie verpflichtet war, und nach Italien zurückzukehren, wo er die nationalistische Zeitung Tribuna gründete. Er nahm am Ersten Weltkrieg teil und gründete nach Kriegsende die Wochenzeitung L’Italia Nostra („Unser Italien“).
1918 gründete er zusammen mit De Ambris den nationalsyndikalistischen Gewerkschaftsbund Unione Italiana del Lavoro. Im Juni 1921 übernahm er die Leitung der Arbeitskammer Ferrara, die von der faschistischen Gewerkschaftsbewegung gegründet worden war. Zusammen mit weiteren faschistischen Theoretikern wie Giuseppe Bottai und Alfredo Rocco gehörte er zu den Begründern des Korporatismus, der mit der von Mussolini erlassenen Charta der Arbeit (Carta del Lavoro) von 1927 Gesetzeskraft erlangte. Nach seiner Wahl ins Parlament bei den Wahlen 1924 wurde Rossoni zu einem der einflussreichsten Vertreter des italienischen Faschismus. Er war 1932–1935 Untersekretär im Amt des Ministerpräsidenten und anschließend bis 1939 Landwirtschafts- und Forstminister. Im Herbst 1938 stimmte er für die Rassengesetze. 
Bei der letzten Sitzung des Großen Faschistischen Rates am 28. Juli 1943 sprach er sich für die Absetzung Mussolinis aus. Während der Republik von Salò wurde er im Prozess von Verona im Januar 1944 zusammen mit anderen Angeklagten wie Bottai, Dino Grandi, Luigi Federzoni und Giacomo Acerbo in Abwesenheit zum Tode verurteilt. Er hatte sich zuvor in den Vatikan abgesetzt und flüchtete von dort nach Kanada, wo er ein Jahr verbrachte. Nach Erlass einer Amnestie gelangte er schließlich 1948 ins heimatliche Italien, zog sich ins Privatleben zurück und starb 1965 in Rom.
Rossoni war auch Freimaurer, er wurde im September 1922 in die Freimaurerloge Gerolamo Savonarola in Ferrara aufgenommen. Sein Canto del Lavoro („Arbeitslied“) wurde von Pietro Mascagni vertont.